# Karl-Heinz Russy
Karl-Heinz Russy (* 26. Juni 1937 in St. Ingbert; † 1. September 2024) war ein deutscher Tischtennis-Nationalspieler. Er gilt als bisher erfolgreichster Spieler aus dem Saarland.

## Werdegang
Karl-Heinz Russy begann seine Karriere beim TuS Rentrisch. Auf Initiative des Trainers Karl-Heinz Schreiner wechselte Russy zum 1. FC Saarbrücken, wo er bis 2015 aktiv war. Mit dessen Herrenmannschaft spielte er von 1966 bis 1968 und 1973 bis 1977 in der Bundesliga. Bei den saarländischen Landesmeisterschaften gewann er insgesamt zehn Titel im Einzel, acht im Doppel und einen im Mixed. Bei den Südwestdeutschen Meisterschaften holte er dreimal Gold im Einzel und einmal im Doppel. 2003 wurde er bei der deutschen Senioren-Meisterschaft in der Altersklasse Ü65 Zweiter.
Sechsmal wurde er für die Nationalmannschaft nominiert. So trug er im April 1968 mit drei Siegen maßgeblich zum 5:4-Sieg Deutschlands über England bei. Bei den offenen niederländischen Meisterschaften im Oktober 1968 lieferte er dem Engländer Chester Barnes einen aufregenden Kampf, den er im Entscheidungssatz mit 28:30 verlor.
Bis 2012 arbeitete Karl-Heinz Russy als Trainer des Saarländischen Tischtennisverbandes.

## Privat
Karl-Heinz Russy war von Beruf Dekorateur.